# Atrapa kamery przemysłowej

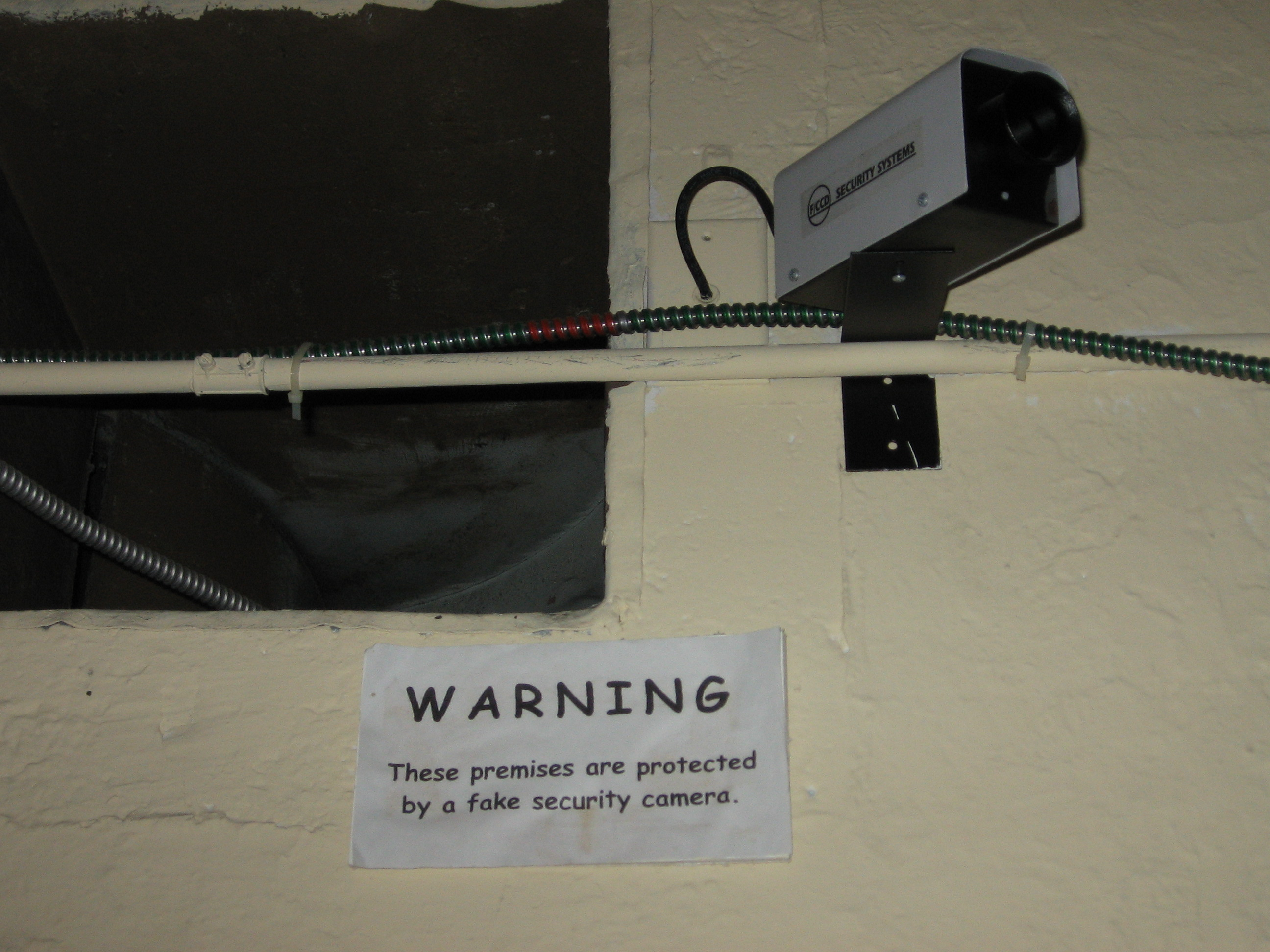
Atrapa kamery przemysłowej w Muzeum Złej Sztuki w amerykańskim miasteczku Dedham w stanie Massachusetts (2009)

Atrapa kamery przemysłowej – urządzenie posiadające kształt, obudowę i kolor przypominające prawdziwą kamerę przemysłową, bez możliwości rejestrowania i przesyłania obrazu, stanowiące uzupełnienie systemu bezpieczeństwa, celem uniknięcia inwestowania w drogie systemy telewizji przemysłowej.  

## Opis
Telewizja przemysłowa jest jedną z najskuteczniejszych form ochrony i zdalnego dozoru domu, firmy, hali produkcyjnej i tym podobnych, a sam fakt zainstalowania kamery działa prewencyjnie i wpływa na zwiększenie bezpieczeństwa obserwowanego obszaru. Profesjonalnie wyglądająca atrapa kamery zainstalowana w odpowiednim miejscu, powoduje że przestępca który widzi to urządzenie, nie jest w stanie rozpoznać czy to atrapa, co powoduje że automatycznie bierze pod uwagę, że jest obserwowany.
Najczęściej spotykane atrapy kamery przemysłowej to kopułkowe, z obrotowym ramieniem i sufitowe. W zależności od modelu, atrapa posiada świecącą lub migającą diodę LED oraz czujnik ruchu śledzący obiekty w jej zasięgu. Zasilana jest bateriami alkalicznymi lub fotowoltaiką.